# HMS Dreadnought (1906)
HMS Dreadnought var ett slagskepp i brittiska Royal Navy som revolutionerade sjömakten då hon trädde i tjänst år 1906. Dreadnought utgjorde ett sådat markant framsteg inom marinteknik att hennes namn kom att förknippas med en hel generation av slagskepp, "dreadnoughts", samt typen av fartyg döpt efter henne, medan generationen av fartyg hon förbigått blev känd som "pre-dreadnoughts". Hon var den sjätte fartyget som tjänstgjorde under detta namn i Royal Navy.

## Historia
Under upprustningen till sjöss strax före första världskriget kom en ny typ av slagskepp att byggas. Som förebild stod det engelska skeppet HMS Dreadnought sjösatt 1906. Namnet som på engelska betyder "fruktar intet" blev typnamn för dessa skepp.
Initiativet till den nya slagskeppstypen var chefen för Royal Navy, amiral John Fisher. Han förespråkade kanoner med lång räckvidd och ansåg att fart var den avgörande strategiska och taktiska egenskapen hos örlogsfartyg. I enlighet med detta utrustades HMS Dreadnought med enbart stora 30,5 cm kanoner för att därigenom maximera stridsförmågan på långt håll. Maxhastigheten 21 knop var två till tre knop snabbare än motståndarna och fartyget var det första slagskepp som drevs av ångturbiner. Den nya fartygstypen utgjorde ett så stort steg i utvecklingen att alla gamla fartyg blev omoderna och flottorna delades upp i "dreadnought-slagskepp" och "före dreadnought-slagskepp". Andra länders flottor tvingades att följa efter i utvecklingen.

## Tekniska data
Typskeppet HMS Dreadnought hade en längd på 160,7 m, en bredd på 25 m, djupgående 9,7 m och ett beräknat deplacement på 22 500 ton. Maskineriet bestod av ångturbiner vilket var en nyhet för större krigsfartyg. Bestyckningen utgjordes av tio 30,5 cm kanoner och ett tjugotal kanoner av mindre kaliber. Fartygets fart kunde uppgå till 21 knop och dess tjockaste pansar mätte 28 cm.